# Fall River Mills
Fall River Mills és una població dels Estats Units a l'estat de Califòrnia. Segons el cens del 2000 tenia 648 habitants.

## Demografia
Segons el cens del 2000, Fall River Mills tenia 648 habitants, 261 habitatges, i 173 famílies. La densitat de població era de 91,3 habitants/km².
Dels 261 habitatges en un 34,9% hi vivien nens de menys de 18 anys, en un 46% hi vivien parelles casades, en un 15,7% dones solteres, i en un 33,7% no eren unitats familiars. En el 31,8% dels habitatges hi vivien persones soles el 14,9% de les quals corresponia a persones de 65 anys o més que vivien soles. El nombre mitjà de persones vivint en cada habitatge era de 2,46 i el nombre mitjà de persones que vivien en cada família era de 3,01.
Per edats la població es repartia de la següent manera: un 30,9% tenia menys de 18 anys, un 6,9% entre 18 i 24, un 22,2% entre 25 i 44, un 22,8% de 45 a 60 i un 17,1% 65 anys o més.
L'edat mediana era de 37 anys. Per cada 100 dones de 18 o més anys hi havia 82,9 homes.
La renda mediana per habitatge era de 29.833 $ i la renda mediana per família de 34.306 $. Els homes tenien una renda mediana de 35.197 $ mentre que les dones 21.364 $. La renda per capita de la població era de 15.667 $. Entorn del 22,1% de les famílies i el 27,6% de la població estaven per davall del llindar de pobresa.

## Poblacions més properes
El següent diagrama mostra les poblacions més properes.